# Víctor Gonzalo Guirao
Víctor Gonzalo Guirao (Vic, Osona, 11 de març de 1967), fou un ciclista català, professional entre 1987 i 1992. Un cop retirat del ciclisme, es dedicà a l'atletisme aconseguint el campionat de Catalunya de Marató el 2005 i el títol català de curses de muntanya.
El seu germà Manuel també competí professionalment en el ciclisme.

## Palmarès en ciclisme
- 1988
  - 1r al Circuito Montañés
  - 1r a la Santikutz Klasika
- 1990
  - 1r al Circuit de Getxo

### Resultats a la Volta a Espanya
- 1990. 128è de la classificació general